# Czesław Główczyński
Czesław Marian Główczyński (ur. 22 lipca 1913 w Będzinie, zm. 17 grudnia 2000 w Warszawie) – podpułkownik dyplomowany pilot Wojska Polskiego, kawaler Orderu Virtuti Militari, as myśliwski.

## Życiorys
Urodził się 22 lipca 1913 roku w Będzinie. Szkołę powszechną ukończył w 1927 roku i podjął naukę w gimnazjum w wojewódzkich Kielcach, maturę zdał w 1934 roku. W lecie 1935 roku odbył kurs szybowcowy, a następnie wstąpił do Szkoły Podchorążych Artylerii we Włodzimierzu Wołyńskim, po czym w 1936 roku przeniósł się do Szkoły Podchorążych Lotnictwa w Dęblinie i w końcu października 1938 roku zakończył kurs, uzyskując stopień oficerski podporucznika pilota. Po ukończeniu uczelni wojskowych został skierowany do 6 pułku lotniczego ze Lwowa, gdzie latał na PZL P.7.
W chwili wybuchu kampanii wrześniowej jego 162 eskadra myśliwska była podporządkowana Armii „Łódź”. Główczyński walczył od początku wojny i już 1 września zaliczył uszkodzenie wrogiego Henschela Hs 126, a następnego dnia uzyskał pierwsze zestrzelenie, gdy nad Łodzią zakłócił wyprawę bombową Heinkli He 111 i jednego z nich strącił. Walczył przez cały okres kampanii wrześniowej na samolocie PZL P.11c. Jeszcze tego samego dnia Główczyński razem z innym pilotem zestrzelił niemieckie Bf 110 nad Pabianicami. Po raz kolejny zestrzelenie zanotował 3 września, gdy zniszczył Junkersa Ju 86 (prawdopodobnie był to jednak Dornier Do 17), a 6 września ponownie zestrzelił He 111. 17 września przekroczył na pokładzie swojego samolotu granicę polsko-rumuńską. Został internowany w Dragasani i Turnu Sevarin, zbiegł z obozu i 1 listopada przekroczył granicę jugosłowiańsko-rumuńską, a następnie dotarł do Grecji. 28 listopada odpłynął z Aten statkiem SS Pułaski do Marsylii. Po krótkim szkoleniu trafił do polskiego dywizjonu I/145.
9 czerwca 1940 roku Główczyński, w czasie walki zgrupowań alianckich i niemieckich nad okolicami Paryża, zestrzelił jednego Bf 109 na pewno, a drugiego prawdopodobnie. Walczył na samolocie Caudron CR.714. Jeszcze tego samego dnia zestrzelił prawdopodobnie Dorniera Do 17. 19 czerwca ewakuował się do Wielkiej Brytanii i został skierowany do 302 dywizjonu. 17 sierpnia, w czasie lotu ćwiczeniowego, jego samolot Hawker Hurricane z nieznanych przyczyn zapalił się. Pilot zdołał wylądować i odbiec od maszyny, zanim ta wybuchła. Na skutek wypadku doznał znacznych obrażeń (w tym trwałego częściowego uszkodzenia dłoni i poważnego poparzenia twarzy) i spędził trzy miesiące w szpitalu. Do jednostki wrócił w kwietniu 1941 roku. Kolejnego zestrzelenia dokonał 30 grudnia.
25 stycznia 1942 roku skierowano go do Sztabu Głównego, gdzie pełnił rolę adiutanta z ramienia lotnictwa gen. Władysława Sikorskiego. W locie na Gibraltar nie brał udziału, w katastrofie zginął adiutant z ramienia marynarki, por. Józef Ponikiewski. Po śmierci Sikorskiego został adiutantem gen. Kazimierza Sosnkowskiego. W marcu 1944 roku podjął półroczne studia w Wyższej Szkole Lotniczej w Weston-super-Mare, a następnie trafił do amerykańskiego lotnictwa. Latał na samolotach Republic P-47 Thunderbolt.
Był współzałożycielem Stowarzyszenia Lotników Polskich.
Zmarł 17 grudnia 2000 i został pochowany na Cmentarzu Powązkowskim w Warszawie.
Na liście Bajana zajmuje 31. pozycję z 5 i 1/2 zestrzeleniami pewnymi, 2 uszkodzonymi i 1 prawdopodownie.

## Ordery i odznaczenia
- Krzyż Srebrny Orderu Virtuti Militari nr 12057
- Krzyż Walecznych (czterokrotnie)
- Medal Lotniczy (czterokrotnie)
- Polowy Znak Pilota nr 333
- Krzyż Wojenny